# شهرستان هالت (نبراسکا)
شهرستان هالت، نبراسکا (به انگلیسی: Holt County, Nebraska) یک سکونتگاه مسکونی در ایالات متحده آمریکا است که در نبراسکا واقع شده‌است.

## خصوصیات
شهرستان هالت ۶٬۲۶۲٫۶۳ کیلومترمربع مساحت دارد.